# Vicariat apostolique de San Ramón
Le vicariat apostolique de San Ramón (en latin : Vicariatus Apostolicus Sancti Raymundi ; en espagnol : Vicariato apostólico de San Ramón) est un vicariat apostolique de l'Église catholique du Pérou directement soumis au Saint-Siège.

## Territoire
Il est situé sur trois départements du Pérou : les provinces de Chanchamayo et Satipo du département de Junín, le reste de ce département étant géré par l'archidiocèse de Huancayo et le diocèse de Tarma. Il possède la province d'Oxapampa du département de Pasco dont l'autre partie est aussi dans le diocèse de Tarma. Il a également sous sa juridiction une partie de la province d'Atalaya dans le département d'Ucayali, l'autre portion de ce département étant dans les vicariats apostoliques de Puerto Maldonado et Pucallpa.
Il possède un territoire d'une superficie de 72 409 km2 divisé en 24 paroisses. Le siège est dans la ville de San Ramón où se trouve la cathédrale de saint Raymond.

## Histoire
La préfecture apostolique de San Francisco d'Ucayali est érigée le 5 février 1900 par le décret Cum interior de la congrégation pour la propagation de la foi en prenant sur les territoires des diocèses d'Huamanga (aujourd'hui archidiocèse d'Ayacucho), de Huánuco et de Chachapoyas. Le 14 juillet 1925, la préfecture est élevée au rang de vicariat apostolique par la lettre apostolique Supremi apostolatus du pape Pie XI.
Le 2 mars 1956 le vicariat d'Ucayali est supprimé par la constitution apostolique Cum petierit et son territoire divisé entre les trois nouveaux vicariats apostoliques de San Ramón, Pucallpa et Requena. La mission de San Ramón est confiée à l'ordre des Frères mineurs.

## Évêques
- León Bonaventura de Uriarte Bengoa, O.F.M (2 mars 1956 - 19 janvier 1970)
- Luis María Blas Maestu Ojanguren, O.F.M (11 mars 1971 - 24 janvier 1983)
  - Sede vacante (1983-1987)
- Julio Ojeda Pascual, O.F.M (30 mars 1987 - 11 mars 2003)
- Gerardo Antonio Žerdín Bukovec, O.F.M (11 mars 2003 - )